# Jesce sole!
Jesce sole! è una filastrocca che si dice risalga ai tempi di Federico II, intorno al XIII secolo. Il brano è riconosciuto dagli storici come la prima testimonianza di canzone napoletana.

## Storia
La prima strofa, citata da Ettore De Mura nella sua Enciclopedia della canzone napoletana come derivato da un canto delle lavandaie di Antignano, compare in un codice del XV secolo conservato nella Biblioteca Nazionale di Parigi.
Il frammento I qui riportato è stato pubblicato da Ettore De Mura nella Enciclopedia della canzone napoletana
(Frammento pubblicato da Ettore De Mura nell'Enciclopedia della Canzone napoletana.)
Anche la seconda parte è fatta risalire al XIII secolo, nel Regno di Napoli durante la regenza di Federico II di Svevia. Questa versione compare ne “Lo cunto de li cunti” di Giambattista Basile (nell’introduzione alla quarta giornata) e viene anche citata nel Decamerone di Boccaccio e nella “Rosa” di Giulio Cesare Cortese. 
Il brano è stato incluso nella raccolta La canzone Napoletana (Raccolta in 120 brani editi ed inediti dal 1537 ai giorni nostri e nell'album è indicata la data di trascrizione al 1858.
La canzone è stata inserita, nel 1976, dal Maestro Roberto De Simone nel 3° Atto della sua Opera teatrale "La Gatta Cenerentola".
In omaggio alla canzone, Kadour Naimi ha realizzato nel 2007 un film intitolato "Jesce Sole: Frammenti di vite frammentate".

## Discografia
Carlo Missaglia (a cura di), La canzone Napoletana (Raccolta in 120 brani editi ed inediti dal 1537 ai giorni nostri - (Tomo I° e Tomo II°), 2011